# Haploscelis abdominalis
Haploscelis abdominalis es una especie de coleóptero de la familia Endomychidae.

## Distribución geográfica
Habita en Madagascar.